# Verrettes (kommun)
Verrettes är en kommun i Haiti.   Den ligger i departementet Artibonite, i den centrala delen av landet, 60 km norr om huvudstaden Port-au-Prince.